# 스펙터클
일반적으로 스펙터클(spectacle)은 만들어진 모습에 의해 기억할만한 사건을 가리킨다. 1340년경 "특별하게 준비되거나 배치된 화면"을 의미하는 중세 영어에서 비롯된 이 낱말은 보다를 의미하는 spectare에서 비롯된 라틴어 낱말 spectaculum을 반영한 고대 프랑스어 spectacle에서 차용된 것이다. spectacle이라는 용어는 극장의 전문 용어로 사용되었으며 이는 17세기 잉글랜드의 드라마로 거슬러 올라간다.

## 영화
월리엄 와일러(William Wyler) 감독의 70밀리 영화 「벤허」, 세실 B.데밀(Ceclie B. Demile) 감독의 「십계」와 같은 영화를 스펙터클한 영화라 부른다. 즉, 호화찬란한 대규모의 작품을 말한다.

## 같이 보기
- 공연